# U-138号潜艇 (1940年)
U-138号（德語：U 138）是纳粹德国战争海军建造的十六艘II-D型近岸潜艇（或称U艇）之一。它由基尔的德意志造船厂承建，于1940年5月18日下水，至同年6月27日交付使用。第二次世界大战期间，该艇曾执行过五次巡逻作战，共计击沉6艘同盟国或中立国商船，累积总吨位为48,564吨。1941年6月18日，U-138号在加的斯以西海域遭多艘英国驱逐舰以深水炸弹袭击后自沉，艇内27名官兵全数被俘，无人伤亡。

## 设计
II级潜艇是从一战中德意志帝国海军的UB级和UF级近岸潜艇发展而来。其外观尺寸小，造价便宜且易于生产，在很短时间内便能造好。这款艇具在设计上吸收了为芬兰海军定制的欧洲水鼬号的优点，是非常出色的训练艇。但由于它们体积较小，在海面上容易剧烈颠簸，因此也被德国人戏称为“独木舟”（Einbaum）。尽管如此，一些II级艇在训练任务与战斗行动中表现相当出色，许多II级艇的衍生型号也相继被建造出来。
U-138号是一款用于近岸水域作战的II-D型单壳体潜艇。与前型相比，它的司令塔更大、塔后部增加了高射炮发射平台，艇身外部壳体两侧还设计了醒目的鞍状水箱。鞍状水箱除了能利用在压载水舱和燃料箱中以提高活动半径之外，对于潜艇在暴风雨天气中的航行也有好处。艇只的全长43.97米、舷宽4.92米、高8.4米，并有3.93米的吃水深度，水上和水下排水量则分别增加至314吨和364吨。II-D型艇采用两台曼海姆发动机厂（MWM）生产的六缸四冲程350匹公制馬力（260千瓦特）柴油机用于水面运行，以及两台各配备36个AFA蓄电池组的205匹公制馬力（150千瓦特）西门子-舒克特（SSW）电动发电机用于水下航行；水面最高航速12.7節（23.5每小時），水下7.4節（13.7每小時）；能够在水面以8節（15每小時）航速续航5,650海里（10,460），或以4節（7.4每小時）连续在水下航行56海里（104）而无需充电。它采用双轴和两副直径为0.85米的螺旋桨，具备在80－150米的深度运行的能力，紧急下潜需时30秒。
武器装备方面，U-138号在艇艏内置有三具管径为533毫米的鱼雷发射管，呈倒三角形布置，其中左舷一具、右舷一具、底部的中线上还有一具；它们合共配备5枚G7型鱼雷，或可携带最多12枚TMA水雷。此外，该艇还搭载有一门20毫米30式高射炮作为甲板炮。其标准船员编制为3名军官及22名水兵。

## 历史
1939年9月25日，海军造舰局正式将十六艘II-D型潜艇（U-137至U-152号）的建造合同发包予基尔的德意志造船厂。其中U-138号于1939年11月16日开始铺设龙骨，1940年5月18日下水，至同年6月27日在前U-13和U-9号艇长、海军中尉沃尔夫冈·吕特的指挥下交付使用。完成海试后，该艇成为驻基尔的第1潜艇区舰队的一份子，先后司职训练艇和前线艇。同年底退出前线任务后，U-138号从1941年1月1日开始以教学艇身份换编至驻戈滕哈芬的第22潜艇区舰队，但仅四个月后、即同年5月1日起又重新作为前线艇加入驻基尔的第3潜艇区舰队服役，直至6月18日沉没。
第二次世界大战期间，U-138号执行了五次巡逻，共计击沉6艘、击伤1艘同盟国或中立国商船，累积总吨位为55,557吨。

### 作战巡逻
1941年9月10日，王牌艇长吕特率U-138号从基尔出发，在横渡波罗的海后，前往北大西洋、赫布里底群岛以西和北海海峡执行首次巡逻。9月20日21:20至21:26 之间，该艇在拉斯林岛西北约52海里（96）处向OB-216号护航船队发射鱼雷，并报告击沉了三艘总计近30,000吨的船舶。沉没的三艘船分别为新塞维利亚号（New Sevilla）、博卡号（Boka）和西姆拉城号（City of Simla）。其中13,801总吨的英国捕鲸母船新塞维利亚号遇袭后先是被拖走，延至翌日沉没，共造成2人死亡；5,560总吨的巴拿马煤船博卡号即时沉没，有8人罹难；10,138总吨的英国客轮西姆拉城号则是短暂地漂浮在水面后沉没，也有1名船员和2名乘客丧生。21日凌晨02:27，OB-216号船队中的另一艘英国货轮帝国冒险号（5,145总吨）也在大致相同的位置被吕特发射鱼雷击中并受损。该船由英国拖船拖抵克莱德湾，但仍然于9月23日沉没，其船长和20名船员在袭击中遇害。U-138号则在经过十六天的航行后，于9月26日抵达德占法国的洛里昂。但就在抵达的几个小时前，该艇曾在海上遭遇英国潜艇护民官号，后者向U-138号发射了四枚鱼雷，但无一命中。
第二次巡逻于10月8日离开洛里昂，前往北大西洋、罗科尔和北海海峡活动。经过为期十一天、水面行程2,100海里（3,900）、水下行程64海里（119）的航行后，U-138号共击沉1艘、击伤1艘英国船舶，于10月19日返抵洛里昂。受害者都是来自盟军的OB-228号护航船队：10月15日凌晨05:10，吕特在路易斯角西北约38海里（70）处向该船队发射鱼雷，首先击中博纳尔号（Bonheur），五分钟后击中不列颠荣耀号（British Glory）。5,327总吨的货轮博纳尔号随即沉没，全体船员被救起；6,993总吨的不列颠荣耀号则被击中船艉的轮机舱，杀害了3名值班人员，并摧毁了发动机。这艘破损的油轮后来被拖到岸边，并最终完成修复。
海军上尉彼得·洛迈尔于10月21日接任U-138号艇长，但其任内的指挥的唯一一次巡逻未能取得任何战功。直到海军中尉弗朗茨·格拉米茨基于1941年1月1日继任后，该艇才在第四次巡逻中有所斩获：1941年5月20日21:24，无护航的英国货轮爪哇王子号（Javanese Prince，8,593总吨）被格拉米茨基发射的三枚鱼雷中的一枚击中，并在路易斯角西北约155海里（287）处缓缓沉没，造成2人罹难。
1941年6月12日，格拉米茨基率U-138号从洛里昂出发，前往北大西洋和直布罗陀东部执行第五次巡逻，从此未再返航。六天后，在西班牙加的斯以西海域，该艇遭遇了隶属英国第6驱逐区舰队的五艘驱逐舰。格拉米茨基遂下令紧急下潜，并将艇只转入潜望镜深度。在机动过程中，对方投掷了首轮六枚深水炸弹。炸弹引爆带了了强烈震荡，导致潜艇内所有未固定的物件均被抛起。U-138号变得更沉重，尽管速度和相应的负载更高，却依然下降到大约230米的深度。柴油机舱此时报称漏水，且所有舱底的水位都出现了上升。由于有进一步下沉的危险，必须启动加压排水。但主舱底泵无法投入运作，电动机转子也被卡住，轴承已损坏，只得直接通风。潜艇无法再保持深度而冲出了水面。与此同时，出现了3到4级的涌浪。柴油机得以开启，并尝试将水排出。但驱逐舰随后又迅速靠近，用舰艏炮开火。由于艇内估计有六吨积水，潜航不安全，因此格拉米茨基下令凿沉潜艇，并要求全体官兵走出上甲板弃艇。U-138号在36°04′N 7°29′W / 36.067°N 7.483°W处渐渐沉没。尽管如此，英国人还是向沉没区域投掷了一些深水炸弹。它们的火炮似乎则没有命中任何目标。艇内27名官兵全数被俘，无人伤亡。

## 袭击历史摘要
| 日期           | 船名         | 船籍   | 吨位   | 结局 |
| -------------- | ------------ | ------ | ------ | ---- |
| 1940年9月20日  | 博卡号       | 巴拿马 | 5,560  | 击沉 |
| 1940年9月20日  | 西姆拉城号   | 英国   | 10,138 | 击沉 |
| 1940年9月20日  | 新塞维利亚号 | 英国   | 13,801 | 击沉 |
| 1940年9月21日  | 帝国冒险号   | 英国   | 5,145  | 击沉 |
| 1940年10月15日 | 博纳尔号     | 英国   | 5,327  | 击沉 |
| 1940年10月15日 | 不列颠荣耀号 | 英国   | 6,993  | 击伤 |
| 1941年5月15日  | 爪哇王子号   | 英国   | 8,593  | 击沉 |